# هیئت دولت ترکمنستان
هیئت وزیران ترکمنستان بدنه اجرایی دولت را تشکیل می‌دهد. ریاست و اداره هیئت دولت بر عهده رئیس جمهور و معاونش (نخست وزیر) است.
| سمت                                                | نام                    | سال  |
| -------------------------------------------------- | ---------------------- | ---- |
| رئیس‌ست جمهور و رئیس هیئت وزیران                    | سردار بردی‌محمداف       | ۲۰۲۲ |
| نخست وزیر و معاون هیئت وزیران                      | رشید مردوف             | ۲۰۰۷ |
| وزیر کشاورزی و محیط زیست                           | آلنور آلتیف            | ۲۰۲۲ |
| وزیر سیاست و جوانان                                | گلمراد آقا مراداف      | ۲۰۲۲ |
| وزیر اقتصاد و دارایی                               | محمدگلدی سرداراف       | ۲۰۲۲ |
| وزیر علوم و فناوری                                 | صفردوردی تویلیف        | ۲۰۱۳ |
| وزیر حمل و نقل و ارتباطات                          | ارازدردی سخن‌اف         | ۲۰۲۲ |
| وزیر صنعت                                          | بای مراد آنامحمداف     | ۲۰۲۲ |
| وزیر فرهنگ و رسانه                                 | گلشاد محمدوا           | ۲۰۱۶ |
| وزیر ساخت و ساز و معماری                           | گووانچ اورونوف         | ۲۰۲۲ |
| وزیر صنایع نساجی                                   | رسول رجب اف            | ۲۰۲۲ |
| وزیر فرهنگ                                         | آتاگلدی شمیرادوف       | ۲۰۲۲ |
| وزیر دفاع                                          | بگنچ گنداگی‌اف          | ۲۰۲۲ |
| وزیر تجارت و روابط اقتصادی خارجه                   | اوراز مراد قربان نظروف | ۲۰۲۲ |
| وزیر آموزش و پرورش                                 | قربانگل آتایوف         | ۲۰۲۲ |
| وزیر نیرو                                          | حاجی محمد رجب مراداف   | ۲۰۲۲ |
| وزیر امور خارجه                                    | باتر اومانف            | ۲۰۲۲ |
| وزیر بهداشت و درمان                                | نورمحمد امانپسوف       | ۲۰۲۲ |
| رئیس خدمات استاندارد                               | محمد گلی خواجه قولیف   | ۲۰۲۲ |
| وزیر دادگستری                                      | بیگمراد محمدوف         | ۲۰۱۳ |
| وزیر کار و امور اجتماعی                            | محمد سید سیلاپوف       | ۲۰۲۲ |
| رئیس ترکمن نفت                                     | گووانچ آغاجانوف        | ۲۰۲۲ |
| رئیس بانک مرکزی                                    | تویلی مالکوف           | ۲۰۲۲ |
| رئیس اتاق کنترل عالی                               | دولت تاشلیف            | ۲۰۲۲ |
| رئیس بورس کالا و مواد خام دولتی                    | بگنچ چاریف             | ۲۰۲۲ |
| رئیس آژانس های دولتی برای مدیریت ساخت و ساز جاده‌ای | سردار گلدی المانوف     | ۲۰۲۲ |
| رئیس کمیته دولتی تلویزیون، پخش رادیو و فیلمبرداری  | ارسلان آشیراف          | ۲۰۲۲ |
| رئیس خبرگزاری دولتی                                | مردان قزاق بایف        | ۲۰۲۲ |